# Dina Moskwa
Dina Moskwa (ros. Спортивный Клуб «Дина» Москва, Sportiwnyj Kłub „Dina” Moskwa) – rosyjski klub futsalu z siedzibą w Moskwie, który występuje w futsalowej Rosyjskiej Superlidze.

## Historia
Chronologia nazw:
- 22.08.1991–...: Dina Moskwa (ros. «Дина» Москва)

W 1990 i 1991 roku mistrzostwa ZSRR w futsalu były sponsorowane przez moskiewskiego biznesmena Siergieja Kozłowa. Bardzo polubił ten sport i postanowił założyć własny klub, który nazwał Dina Moskwa (Dina to skrócone imię żony Kozłowa). Już w swoim pierwszym sezonie Dina Moskwa zdobyła tytuł mistrza WNP w halowej piłce nożnej. Rok później, oprócz ponownego zdobycia mistrzostwa przez pierwszą drużynę, również młodzieżowa drużyna Dina-MAB Moskwa - pod przewodnictwem Michaiła Bondariewa wywalczyła srebrne medale. Od nowego sezonu Bondariew stał na czele pierwszej drużyny Diny. Przez kolejne sezony piłkarze Diny zdobywały mistrzostwo kraju, dopiero w 2001 roku seria mistrzowska została przerwana przez Spartak Moskwa. Wtedy już Dina Moskwa miała na koncie dziewięć mistrzostw i siedem Pucharów Rosji.
W 1994 zespół debiutował w Klubowych Mistrzostwach Europy, zdobywając trzykrotnie mistrzostwo. Od 1997 do 2001 klub organizował w Moskwie Interkontynentalny Puchar w Futsalu, organizację rozgrywek którego później przejęła FIFA.

## Sukcesy
Sukcesy krajowe
- Mistrzostwo Rosji:
  - 1. miejsce (9x): 1991/1992, 1992/1993, 1993/1994, 1994/1995, 1995/1996, 1996/1997, 1997/1998, 1998/1999, 1999/2000
  - 2. miejsce (1x): 2003/2004
- Puchar Rosji:
  - zdobywca (7x): 1992, 1993, 1995, 1996, 1997, 1998, 1999
  - finalista (3x): 1994, 2001, 2002
- Puchar Wysszej Ligi Rosji:
  - zdobywca (2x): 1993, 1995
  - finalista (3x): 1994, 1997, 1998

Sukcesy międzynarodowe
- Klubowe Mistrzostwa Europy w futsalu
  - 1. miejsce (3x): 1995, 1997, 1999
  - 2. miejsce (2x): 1998, 2001
  - 3. miejsce (2x): 1996, 2000
- Interkontynentalny Puchar w futsalu:
  - zdobywca (1x): 1997
  - finalista (3x): 1998, 1999, 2001